# 山本圭亮
山本 圭亮（1963年9月22日 ‐ ）は、日本アルミ弁当箱協会会長、日本の自動車ライター、音楽ライター、漫画原作者。元軟式テニス選手である。

## 略歴
千葉県松戸市出身。松戸市立松戸高等学校卒。たけし軍団のラッシャー板前とは、中学・高校時代の同級生。阪神タイガース元監督の和田豊とは、小学校時代のソフトボールのチームメイト。
主な寄稿誌に「ハチマルヒーロー（芸文社）」「660 magazine（芸文社）」「男子専科（ぶんか社）」がある。また主なWeb連載に「カレントライフ（CL）」「ミドルエッジ」「旧車王ヒストリア」がある。
又、なかがわひろき作画の「時空探偵　マツ・de・デラックス」「ガレージ G・S・O~外車王と呼ばれた男達」の原作を担当。音楽配信サイト「AWA」では公式プレイリスター（マツドデラックス）として活躍している。
その他、趣味だったアルミ弁当箱の収集から「日本アルミ弁当箱協会」を立ち上げ会長として「アルミ弁当箱コレクター」「アルミ弁当箱プロデューサー」「アルミ弁当箱芸人」と称しトークショー、展示会、講演、プロデュースなどを行っている。

### ソフトテニス（軟式テニス）選手時代
1979年、千葉県松戸市立松戸高等学校に入学。同時に軟式庭球部に入部。1980年夏千葉県白子町で開催されたオールジャパン大会に団体、個人として出場。団体3位、個人4位の成績を収める。同年秋の千葉県大会では団体優勝。1981年度春にも千葉県団体優勝し関東大会に出場。神奈川代表の東海大相模に敗れるも準優勝となる。その中で「青木・山本」組としてメンバーの一員として活躍。この間、団体戦に於いては1度も敗れることは無かった。高校卒業時には亜細亜大学、カワサキラケット等がスカウトに訪れたが実業団として活躍していた松戸市役所に就職。結果、日本リーグにて団体戦で活躍することになる。32歳で怪我で引退。

### ライターとしての活動
1990年代後半からyahooブログにて「洋楽バカのオススメ洋楽」を開設。そこでマニアックな洋楽コラムを掲載する。人気コラムとして10年以上ブロガーとして活動したのち、芸文社のハチマルヒーロー編集部に声をかけられ「８年０組（ハチ年マル組と読む）洋楽先生！」を連載開始する。（NO21~NO40）又、同社の「660magazine」の創刊号にもMUSICコラムとして日本のアーティスト「フレデリック」について寄稿している。その他、男性ファッション雑誌「男子専科」にライターとして取材等で参加する。webマガジン「カレントライフ」に於いては「週刊中年フライデー」の編集長として寄稿。マニアックな自動車コラム等で一部のマニアに人気であった。その後「ミドルエッジ」において「マツドデラックス」として昭和を題材とした記事を多数掲載している。2022年7月より「旧車王ヒストリア」にて「日本アルミ弁当箱協会会長のちょっと斜めから見た旧車たち」を連載開始。旧車WEB誌にアルミ弁当箱について異色連載となっている。（現在休載中）

### 漫画原作者としての活動
漫画原作として連載作品がある。基本的には「昭和」「車」等の題材が多い。
・時空探偵マツ・de・デラックス（ミドルエッジ連載　2017年4月4日～2017年11月22日）全23話　作画　なかがわひろき
・ガレージ　G・S・O～外車王と呼ばれた男達（CL CARS連載　2019年3月16日～2019年5月25日）全6話　作画　なかがわひろき

### 音楽関係の活動
会場音楽の選定や音楽配信サイトAWAに於いての公式プレイリスターとしての活動が中心となっている。会場音楽に関しては「ノスタルジック２Days」（パシフィコ横浜）を2014年より担当　。「AWA」の公式プレイリスターに関しては、2018年9月より「まるでカセットテープのような」シリーズが好評で、特に「昭和」「70年代・80年代」を中心に現在（2024年10月現在）100以上のフォルダーを発表している。又、トークショーに於いて「プロレス入場曲　原曲集」を語り好評を得る。（2018年12月11日 新宿ゴールデン劇場）

### トークショー、講演、アルミ弁当箱展示
アルミ弁当箱・昭和を題材にしたものが多く、多様なイベントでのトークショー等が中心で出演している。
・ガレージングピクニック３rd.（旧車イベント）2018年5月27日（日）つくばみらい市
　　「昭和におけるミニカーとモデルカー」
・「プロレス今日は何の日　爆論会」（プロレストークショー）2018年12月11日（火）新宿ゴールデン街劇場
　　「プロレス入場曲　原曲集」ゲスト出演　
・「千葉県立松戸南高校」にて「クリエイティブ先生ｓ」の講師として登壇。2019年6月24日（月）
　　「まつど一のしくじり先生」（進路・人生観・仕事観を語る）
・福岡堰さくら祭り（つくばみらい市）内にてガレージングピクニック５rd.「アルミ弁当箱芸人が来る！」を開催。
　　　2020年3月28日（土）（コロナの為中止）
・VAZｰSport（根本純）主催の「THE 銀座 RUN」に初出展展示。（自動車が描かれてるアルミ弁当箱中心に展示）
　　　以降複数回展示を行う。2020年11月8日（日）（初回参加　複数参加）
・マクラウド主催の「アメイジング商店街V3」に初出展、展示。
　　　　東京都立産業貿易センター浜松町館4階　2021年12月5日（日）（初回参加　継続参加中）
・「ノスタルジック2DAYS（芸文社主催）」（旧車イベント）に登壇。「旧車とアルミ弁当箱」を題材にメインパネラーとしてトークショ　　
　　　ーを行う。　パシフィコ横浜　2022年2月19日（土）
・「アートフェスタin有楽町」にて「のなかみのると仲間たち展」にスポット参加。漫画家「のなかみのる」「大野克彦」「浅野まいこ」
　　　等との原画等の展示会の中にアルミ弁当箱を展示する。　有楽町マルイ店7階展示場　2022年6月4日（土）～7月7日（木）
・のなかみのる×大野克彦　「昭和漫画メディアミックス」　にてアルミ弁当箱の展示及びサイン会を行う　2022.9.24（土）～
　　2022.10.8（土）　大阪画廊モモモグラ　又2022.9.25（日）にはスペシャルトークショーとして大阪なんば紅鶴にてネット中継を含
　　めたトークショーを行う。
・道の駅やちよ　やちよ農業交流センターにてアルミ弁当箱の展示を行う　2022.11.5（土）11.6（日）11.27（日）
・「関西シルククリエイト」にてアルミ弁当箱の展示、本・シールの販売を行う。　2023.2.26（日）御堂筋ホール心斎橋
・マクラウド主催「アメイジング商店街V6」にて「あなたの知らないアルミ弁当箱の世界」のトークショー開催　2023年6月4日
　　（東京都立産業貿易センター　台東館）
・「ワンダーフェスティバル2023[夏]」にてアルミ弁当箱の展示を行う。2023.7.30（日）幕張メッセ国際展示場
　（初回参加　継続参加中）
・「第4回ファンタスティック・ヴィレッジ」にトークショーゲストとして出演　2023年10月1日　Loft PlusOne West
　2024年10月6日にはファンタスティック・ヴィレッジin東京にも出演　イタリアンダイニングバー　ERDE（新宿）
・「サンシャインクリエイション2023　AUTUMN」に出展・展示　2023年11月5日（日）池袋サンシャインシティ
　　（初回参加　継続参加中）
・「美少女パラダイス」に出展・展示。2024年1月21日（日）川崎市産業振興会館（初回参加　継続参加中）
・ニコニコ超会議2024に参加「マニアフェスタVol8」にてアルミ弁当箱の展示。2024年4月27.28日　幕張メッセ国際展示場
・松戸アートピクニック2024にてアルミ弁当箱の展示。聖徳大学とのコラボ（大成哲雄教授とコラボ）
　2024年10月26.27日　二十一世紀の森と広場（松戸）
・「おもしろ同人誌バザール」＠神保町に参加。アルミ弁当箱の展示。2024年11月3日（日）　ベルサール神保町（参加継続中）

### テレビ、ラジオ番組・メディア掲載・映画出演等
アルミ弁当箱を中心に音楽、昭和を題材としたテーマでゲスト出演。
・カラフルパレットのラジオ番組「ラジパレ」にゲスト出演。
（1回目　2019年5月5日（日）FM世田谷、2回目　2019年5月7日（火）市川うららFM）
・集英社オンラインの取材を受ける。「昭和の懐かしのアルミ弁当箱が、令和ではお宝になっていた！」と言うタイトルで記事が掲載さ　とその記事がとヤフーのトップ記事にまでなる。　2022年8月29日（月）掲載。
・松戸ロード　（松戸の地域情報サイト）に「アルミ弁当箱図鑑　厳選50～マニア編～」発刊記事が掲載。2022年9月3日（土）
・昭和40年男　WEB版にアルミ弁当箱の紹介と発刊記事。2022年9月17日（土）掲載。
・アロハ太郎さんの『Good Luck!Moming!Part3』で『マツドデラックスコレクション アルミ弁当箱図鑑 厳選50 ーマニア編ー』が取
　り上げられる。2022年9月22日（木）
・テレビ朝日のお正月特別番組　所ジョージ・バナナマン等出演の「おしょうバズTV」にて『マツドデラックスコレクション アルミ弁当箱図鑑 厳選50 ーマニア編ー』からアルミ弁当箱の写真を提供　2023年1月1日（日）（本とアルミ弁当箱写真のみ出演）
・路恋人監督の「ぜんぶ朝のせいだ！」に謎のアルミ弁当売り「ベン・トー」として出演　2023年4月
・CROSS FM 78.7（福岡）「MISHMASH　FRIDAY-＃金ズマ-」にゲスト出演（電話出演）ナビゲーター「コウズマユウタ」2024年1月5日（金）
・スカイパーフェクトTV　刺激ストロングチャンネルの新番組「シャー君の昭和レトロ探訪」の初回、2回目ゲストとして出演。司会　夏目大一朗、旭桃果。　初回　2024年12月11日、18日（再放送）2話目　2024年12月25日、2025年1月8日（再放送）
・ZIP-FM 77.8　（名古屋）「SUPER　CAST」にゲスト出演（電話出演）　ナビゲーター「町田こーすけ」　2025年1月7日（火）
・たこみんFM　88.5（多古）「ゆうたこにかみん！」にゲスト出演（生出演）ナビゲーター「三浦太陽」2025年1月17日（金）

### 著書
- マツドデラックスコレクション アルミ弁当箱図鑑 厳選50 ーマニア編ー（2022年9月17日発売）ISBN 978-4907061470

## 人物
小学生の頃、常連だったレコード屋で店番をする事になりそこで60年代、70年代、80年代の音楽と出会う。とはいえバイトの出来ない年齢だったので、報酬をすべてレコードでもらうことになる。この頃から「湯川れい子」のライナーノーツに憧れ、いつかは音楽ライターになりたいとの想いが発するきっかけでもあった。結果レコードを集め続け、高校生の時にはもう2,000枚を超えるコレクターに。同時に高校では軟式テニスで、オールジャパン大会の団体3位、個人4位の成績をあげセミプロとして実業団でプレーする。幼い頃から車が大好きでミニカーや自動車カタログ、プラモデル等のコレクションを初め様様なものをコレクションする癖がある。コミックやアルミ弁当箱、プロ野球カード、映画チラシ等もコレクションしている。又、自動車が大好きであり特に「旧車」に愛情を注いでいる。その旧車がライターデビューのきっかけ（ハチマルヒーロー）ともなった。ライター以前は旧車乗りとしても雑誌に掲載される事が多く「Charge」「ノスタルジックヒーロー」「Oidｰtimer」「ジャーマン・カーズ」等に紹介されている。2016年には趣味が縁でなかがわひろきの漫画「時空探偵　マツ・de・デラックス」の原作を担当し、音楽配信サイト「AWA」では趣味の音楽を生かし公式プレイリスター（マツド・デラックス）として独特のプレイリストを発信している。2018年よりトークショー等にも登場し、「昭和」「プロレス入場曲」「アルミ弁当箱」等を題材に活躍している。2020年からは積極的にアルミ弁当箱芸人として活動。展示会などのイベントを各地で行っている。